# حرب جنوب اليمن الأهلية 1986
حرب 1986 أو الحرب الأهلية في اليمن الجنوبي، وتُعرف اختصاراً بأحداث 86، هي حرب أهلية اشتعلت في 13 يناير من عام 1986 في جمهورية اليمن الديمقراطية الشعبية (الآن جزء من الجمهورية اليمنية). نشأت الحرب نتيجة الخلافات الأيديولوجية، والتوترات القبلية فيما بعد، بين فصيلين من الحزب الاشتراكي اليمني الحاكم، فصيل الرئيس السابق عبد الفتاح إسماعيل، الطغمة، وفصيل الرئيس الحالي علي ناصر محمد، الزمرة، لقيادة الحزب الاشتراكي وجمهورية اليمن الديمقراطية الشعبية. تصاعد الصراع بسرعة إلى حرب أهلية مكلفة استمرت أحد عشر يومًا وأسفرت عن سقوط آلاف الضحايا. بالإضافة إلى ذلك، أدى الصراع إلى مقتل أو فرار الكثير من الكوادر القيادية الاشتراكية الأكثر خبرة في الحزب، مما ساهم في ضعف الحكومة وتوحيد البلاد في نهاية المطاف مع الجمهورية العربية اليمنية في عام 1990.

## خلفية
قامت ثورة 14 أكتوبر الشعبية ضد الاحتلال البريطاني في جنوب اليمن في عام 1963. وعقب تضحيات كبيرة وجهاد متواصل نال اليمن الجنوبي استقلاله في 30 نوفمبر 1967، بعد احتلال دام لأكثر من 120 عامًا. مع إعلان الاستقلال الذي شاركت فيه قوى سياسية وفكرية مختلفة أعلن عن قيام «جمهورية اليمن الديمقراطية الشعبية» وعاصمتها عدن. إلا أن البلاد دخلت في صراعات بين تياري الثورة: «الجبهة القومية» و«جبهة التحرير»، حُسمت لصالح الأولى، حيث عملت حكومة بريطانيا على تسلميها مقاليد الحكم وتهميش جبهة التحرير بعد مفاوضات في جنيف.
أدارت الجبهة القومية البلاد بفكر يساري، لكن سرعان ما دبَّ الصراع داخلها ونتج عن ذلك إقصاء الجناح المعتدل وذلك بإجبار قحطان الشعبي وفيصل عبد اللطيف على الاستقالة من سدة الحكم في 22 يونيو 1969، وظهور الجناح الراديكالي كقوة مهيمنة في الحزب، وتربعت على عرش السلطة مجموعة من المنظرين اليساريين الراديكاليين وعلى رأسهم عبد الفتاح إسماعيل ذي الإتجاه الإيديولوجي الماركسي-اللينيني والذي كان يؤمن بفكرة الحزب الطليعي و«الماركسيّة العلمية» كخيار لا حياد عنه، وسالم ربيع علي ذي الإتجاه الماووي والذي كان يرى بأن الحزب الطليعي سوف يؤدي إلى عزل القيادة السياسية عن الشعب وكان يعتقد بضرورة وأهمية إقامة النظام السياسي ومؤسساته على أساس جماعي ذي قاعدة ريفيّة ومنظمة سياسيّة على غرار النموذج الصيني. وفي مؤتمر الحزب أواخر عام 1968 تم التصديق على برنامج راديكالي للتأميم والملكيّة الجماعيّة والشمولية في إدارة شئون البلاد الاقتصاديّة والاجتماعيّة والسياسيّة. بعد ذلك بسنوات قُتل سالمين من قبل الرفاق في 26 يونيو 1978، وهو العام ذاته الذي أُعلن فيه عن قيام الحزب الاشتراكي اليمني ووصل عبد الفتاح إسماعيل إلى سدة الحكم.
اتبع إسماعيل سياسات داخلية وخارجية عدوانية وثورية. في الداخل، تبنت جمهورية اليمن الديمقراطية الشعبية الاشتراكية العلمية الماركسية اللينينية باعتبارها الأيديولوجية الرسمية للدولة. تم تأميم جميع الصناعات الرئيسية، وتم تنفيذ الاقتراع العام، وتم تطوير شبه عبادة شخصية حول إسماعيل والحزب. وساعدت حكومته في إنشاء منظمات ماركسية شبه عسكرية في شبه الجزيرة العربية مثل الجبهة الشعبية لتحرير الخليج العربي المحتل والجبهة الشعبية لتحرير عمان، التي استخدمت النشاط السياسي والعنف ضد الممالك العربية المتحالفة مع الغرب في الخليج العربي. تحت حكم إسماعيل، قدم جنوب اليمن أكبر دعم مباشر لهاتين المجموعتين خلال تمرد ظفار في عمان المجاورة، حيث قدم مستشارين لقوات المتمردين هناك، بالإضافة إلى ضمان عبور أسلحة حلف وارسو والصين إلى المتمردين. كما شجع المقاتلين الشيوعيين في شمال اليمن، الساعين إلى زعزعة استقرار نظام علي عبد الله صالح وتحقيق الوحدة اليمنية في ظل حكومة شيوعية مقرها في الجنوب. وكان التيار اليساري يسعى إلى تصدير الثورة في المنطقة، الأمر الذي وتَّر علاقة جمهورية اليمن الديمقراطية الشعبية بدول الجوار وعزز من قبول المملكة العربية السعودية بنظام صنعاء الجمهوري والاعتراف به.
أما الأوضاع في الجنوب فقد كانت غاية في السوء من حيث البُنى التحتية وحركة التنمية، فقد عمل الحزب الاشتراكي وفقًا لمبادئه وفلسفته السياسية والاقتصادية على محاربة ما يوصف بالطبقة البرجوازية، والقضاء على رجال الدِّين ومشائخ القبائل باعتبارهم يمثلون زعامات «رجعية»، كما أمم الممتلكات الخاصة والعقارات والأراضي وحارب الملكية الخاصة. هذه الظروف دفعت بأبناء الجنوب للهروب والفرار باتجاه اليمن الشمالي الذي كان أفضل حالًا فقد شهد نموًا اقتصاديًا وتغيرًا في تطور البنى التحتية وحراكًا اجتماعيًا ودينيًا وتنوعًا في المناشط الاقتصادية لعوامل مختلفة كان من أبرزها مورد الحوالات المالية للمغتربين.
بعد فشل التمرد في عمان واحتدام الأعمال العدائية مع اليمن الشمالي، فقد إسماعيل دعم العناصر المحافظة في الحزب الاشتراكي وأبعد بلاده عن معظم المنطقة والغرب. كما أن الاتحاد السوفيتي، الذي اعتمد عليه جنوب اليمن في الغالبية العظمى من مساعداته التجارية والمالية، فقد الثقة أيضًا في الأمين العام، وصانعي السياسات الداخلية. نتيجة لذلك، بدأت موسكو في تشجيع المعتدلين داخل الحزب الاشتراكي على إزاحته من السلطة. وفي أبريل من عام 1980، واعتقادًا منه أن منافسيه السياسيين داخل الحزب كانوا يستعدون لاغتياله، وبضغط من رئيس الوزراء علي ناصر محمد وبعض الفئات والشخصيّات الأخرى في الحزب أمثال علي عنتر وصالح مصلح، استقال إسماعيل وتوجه إلى المنفى في الاتحاد السوفيتي. اتخذ خليفته، علي ناصر محمد، موقفًا أقل تدخلاً تجاه كل من اليمن الشمالي والدول المجاورة. كان الحزب مستقطبًا بشكل متزايد بين أنصار إسماعيل، الذين تبنوا أيديولوجية يسارية متشددة، وأنصار علي ناصر الذي تبنى سياسات داخلية أكثر براغماتية وعلاقات أكثر ودية مع الدول العربية الأخرى والغرب.
بعد استفراده في الحكم لمدة خمس سنوات نجح علي ناصر محمد في استعداء بعض الفئات والأفراد الذين لهم تحفظات ضد السياسات والشخصيات في فترة سنوات حكمه. ويبدو أنه في منتصف عام 1984 وفي سبيل تهدئة الوضع داخل الحزب الاشتراكي وغيره من المؤسسات الهامة وافق علي ناصر على عودة عبد الفتاح من منفاه في فبراير 1985. وبانعقاد المؤتمر الثالث للحزب الاشتراكي اليمني في أكتوبر 1985 تمكّن عبد الفتاح إسماعيل ومؤيدوه من إجبار علي ناصر محمد على القبول بخيار تقاسم السلطة وقبل كارهاً التنازل عن المكتب السياسي لمعارضيه واحتفظ بمسئوليات اللجنة المركزيّة. وفي يونيو 1985، تبنى المكتب السياسي للحزب الاشتراكي اليمني قرارًا ينص على أن أي شخص يلجأ إلى العنف في تسوية الخلافات السياسية الداخلية يعتبر مجرمًا وخائنًا للوطن. ومما لا ريب فيه فإن تقاسم السلطة قد عمّق الخلاف الذي استمر في التعاظم حتى أفضى إلى حرب مكشوفة في 13 يناير 1986 كانت عنيفة ودمويّة للغاية.
قُتل الآلاف من قيادة الحزب وكوادره، في مقدمتهم عبد الفتاح إسماعيل وعلي عنتر وعلي شائع هادي، في حين غادر علي ناصر محمد وزمرته الجنوب نازحًا مع كافة العناصر الموالية له إلى الشمال الذي استضافهم وقدّم لهم التسهيلات. وكانت التصفيات الدموية خلال الأحداث تتم وفق فرز مناطقي. ونجا في هذه المواجهات الدامية علي سالم البيض وحيدر أبو بكر العطاس وسالم صالح محمد  وآخرون.

## الحرب
في 13 يناير 1986، فتح الحراس الشخصيون لعلي ناصر محمد النار على أعضاء المكتب السياسي للحزب الاشتراكي اليمني أثناء اجتماع للحزب. نظرًا لأن معظم أعضاء المكتب السياسي كانوا مسلحين ولديهم حراسهم الشخصيون، فقد اندلعت معركة بالأسلحة النارية. لم يكن أنصار علي ناصر في غرفة الاجتماعات في ذلك الوقت. وقتل نائب الرئيس علي أحمد ناصر عنتر ووزير الدفاع صالح مصلح قاسم ورئيس الانضباط في الحزب الاشتراكي اليمني علي شائع هادي في تبادل لاطلاق النار. ونجا عبد الفتاح إسماعيل من الهجوم، لكن يبدو أنه قُتل في وقت لاحق من ذلك اليوم عندما قصفت القوات البحرية الموالية لعلي ناصر المدينة.
واستمر القتال 12 يومًا وأسفر عن سقوط آلاف القتلى وعزل علي ناصر ومقتل عبد الفتاح إسماعيل وعلي عنتر وصالح مصلح وعلي شائع. وفرار ما يقرب من 60 ألف شخص، بمن فيهم علي ناصر وفصيله، إلى اليمن الشمالي. أودى الصراع بحياة ما بين 4,000 إلى 10,000 شخص، كان علي سالم البيض أحد المسؤولين القلائل رفيعي المستوى في فصيل أسماعيل الذين نجوا.

## الخلافة
ولكونه حليفًا لإسماعيل، وعضوا سابقا في المكتب السياسي، تولى البيض المركز الأول في الحزب الاشتراكي اليمني والرئاسة بعد حرب 1986 الأهلية التي دامت 12 يوما والتي انتهت بفرار الرئيس السابق علي ناصر واختفاء إسماعيل.

## ما بعد الحرب

### توحد اليمن والحرب الأهلية اليمنية 1994
مع نهاية الثمانينات وسقوط الاتحاد السوفيتي وتفكك المعسكر الشرقي وجد الحزب الاشتراكي نفسه مكشوفًا في العراء، منبوذا اجتماعيًا وإقليميًا ولا يمتلك الموارد الكافية لإدارة الدولة ومعالجة الأوضاع التي بدت متأخرة بالنسبة للشمال. كما أنه خرج من أحداث 1986 الدموية خائر القوى ومحملًا بثارات قبلية واجتماعية نتيجة موجات الصراع التي أدارها في البلاد.
ونتيجة لمعاناة حكومة البيض من خسارة أكثر من نصف مساعداتها من الاتحاد السوفيتي من 1986 إلى 1989، واهتمامها بالاحتياطيات النفطية المحتملة على الحدود بين الشطرين، عملت على التوحيد مع مسؤولي اليمن الشمالي. وبدأت الجهود نحو التوحيد منذ عام 1988. وعلى الرغم من إعلان حكومتي الشطرين موافقتها على الاتحاد عام 1972، إلا أنه التقدم الذي أحرز كان ضئيلًا، حيث توترت العلاقات بين البلدين كثيرًا. في عام 1990 تحققت الوحدة اليمنية ووقع اتفاقيتها ممثلي النظامين في الجمهورية العربية اليمنية (الشمال) وجمهورية اليمن الديمقراطية الشعبية (الجنوب) في دولة واحدة.
وفي عام 1994 ونتيجة صراع سياسي حاد سبقها واستمر طوال الفترة بين نظامي البلدين، حيث لم يتم دمج كل مؤسساتهما وخصوصا الأمنية والعسكرية في مؤسسة وطنية واحدة، ونتيجةً لهذا الصراع السياسي وصلت الأمور في صيف 1994 إلى درجة المواجهة المسلحة بين الطرفين شمالا وجنوبا مما أدى لقيام حرب 1994 الأهلية وكان النظام في الجنوب قد اختار بعد وقت قصير من اندلاعها خيار الإتفصال التام وإلغاء اتفاق الوحدة وأعلن البيض إنشاء جمهورية اليمن الديمقراطية في 21 مايو، بينما بقي النظام في الشمال متمسكا بالاتفاق ويرفض إلغائه. وشاركت القوات الموالية لعلي ناصر مع الحكومة اليمنية وانتهت الحرب في 7 يوليو 1994 بانهيار النظام في الجنوب وهروب قياداته وبقاء اتفاق الوحدة في ظل هيمنة من نظام الحكم في الشمال على اليمن الموحّد.

### التمرد في جنوب اليمن
بعد 15 عاما، وفي العام 2009، أعلن القيادي الإسلامي الجنوبي البارز طارق الفضلي، الذي كان حارب مع المجاهدين في أفغانستان أثناء الحرب السوفياتية في أفغانستان، عن نهاية تحالفه مع الرئيس صالح والانضمام إلى الحراك الجنوبي في جنوب اليمن، وهو ما أعطى دفعة جديدة إلى الحراك الجنوبي. حيث أصبح الفضلي أحد شخصياته البارزة. في نفس السنة أيضًا، بدأت تظاهرات كبيرة في معظم المدن الكبرى.